# Jabłonka (Opole)
Pour les articles homonymes, voir Jabłonka.
Jabłonka est une localité polonaise de la voïvodie d'Opole et du powiat de Głubczyce.